# Сушков, Василий Михайлович
Василий Михайлович Сушков (1746 — 1819) — действительный статский советник из рода Сушковых, в 1799-1802 гг. симбирский губернатор.

## Биография
Из дворян Ярославской губернии. Отец — тайный советник Михаил Васильевич Сушков (1704—02.01.1790), главный судья Сибирского приказа, вице-президент Ревизион-коллегии. Мать — Дарья Фёдоровна Пятова.
Поступил на службу в 1761 году в Измайловский лейб-гвардии полк, с 1771 — в обер-офицерском звании; 5 сентября 1798 года произведен в действительные статские советники и назначен председателем Саратовской палаты суда и расправы; с 18 июля 1799 года — саратовский вице-губернатор. Получил от Павла I орден Св. Иоанна Иерусалимского.
Указом от 2 октября 1799 года был назначен симбирским гражданским губернатором.  Он стал четвёртым за время Павла правителем этой губернии. Приступил к исполнению обязанностей в ноябре, первым делом привёл в порядок дела Приказа общественного призрения, организовал городскую полицию. В 1801 г. начал строительство первой в губернии больницы и губернаторского дома.
Уволен от службы 19 июля 1802 года, после чего жил в Москве. Умер 2 января 1819 года от инсульта, похоронен на кладбище Новодевичьего монастыря. В советское время могилу уничтожили.

## Семья

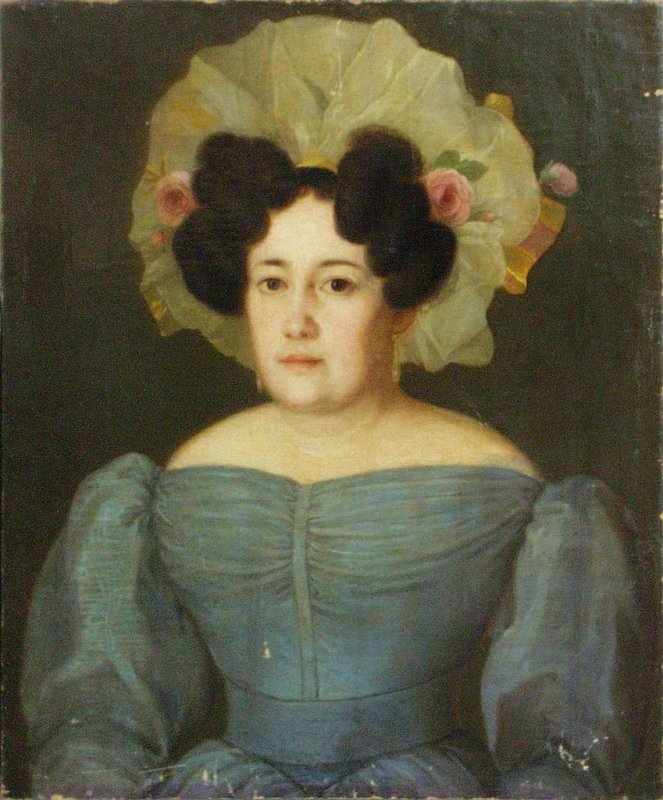
Портрет Марии Беклешовой (1790-1853)

Жена — Мария Васильевна Храповицкая (1752—1803), сестра кабинет-секретаря А. В. Храповицкого. Известна переводами с французского языка. У них 11 детей:
- Михаил (1775—1792), автор «Российского Вертера», покончил с собой по образцу своего кумира;
- Прасковья (1777—1855), воспитательница племянниц. По воспоминаниям одной из них, исполняла свои обязанности нерадиво, ибо «была страстная охотница играть в карты; каждый день в первом часу уезжала она в гости, возвращалась часа в два ночи, спала до одиннадцати часов, перед отъездом зайдет к бабушке поздороваться и рассказать, что видела, с кем играла, а мне задаст урок, затем распрощается с нами, да и была такова до другого дня. В молодости своей она очень много читала, у нее были два огромные шкафа с книгами»[6].
- Василий (1779—1828), подполковник;
- Пётр (1783—1855), действительный статский советник, директор Оренбургского таможенного округа; отец поэтессы Евдокии Ростопчиной;
- Андрей (1785—1846), надворный советник;
- Николай (09.05.1787[7]—февраль 1788), умер в младенчестве;
- Александр (02.12.1788[8]—1831), известный игрок, бретер и кутила; умер «в остроге, куда попал за буйство, учиненное в церкви»[9]; отец мемуаристки Екатерины Сушковой;
- Мария (03.06.1790[10]—1853), с 1819 года замужем за тайным советником Н. С. Беклешовым.
- Николай (1796—1871), действительный статский советник, вице-директор департамента путей сообщения, минский губернатор, литератор.
- Анастасия, в замужестве княгиня Уракова;
- Анна, умерла в детстве;